# Parti vert (Roumanie)
Le Parti vert (en roumain : Partidul Verde) (PV), dit Les Verts (Verzii) est un parti politique roumain se réclamant de l'écologie politique. Il est membre du Parti vert européen.

## Histoire
Le Parti vert a été fondé en novembre 2005 par Gheorghe Ionicescu. Il a pris part à l'élection présidentielle de 2009, soutenant la candidature de Remus Cernea à la tête de l'État. La même année, Ionicescu est décédé, et donc remplacé à la tête du parti par Silviu Popa. Celui-ci a conservé son poste jusqu'en 2012, année lors de laquelle il a démissionné, et a été remplacé par Ovidiu-Cristian Iane (ro). Lors des élections locales de 2012, le PV a gagné deux mairies et fait élire 124 conseillers municipaux, en remportant 0,87 % des suffrages au niveau national.
En perspective des élections législatives de 2012 le parti a noué une alliance avec le Mouvement des Verts (MZ) (mené par Remus Cernea, expulsé du PV en septembre 2010) . Les deux partis ont ensuite signé un accord avec l'Union sociale-libérale (USL), qui leur a permis d'obtenir chacun un député à la Chambre (Ovidiu Iane pour le PV et Remus Cernea pour le MZ) élus sur des listes USL. 
Lors de son congrès du 26 janvier 2013, le Mouvement des Verts s'est fondu dans le PV, Cernea en devenant le président et Iane le président exécutif.
En avril 2013, Ovidiu Iane a annoncé son départ du parti et son adhésion au PSD, du fait de ses désaccords avec Remus Cernea. Ce dernier a à son tour quitté le parti en novembre de la même année, invoquant des tensions internes, ainsi que des désaccords quant aux élections européennes de 2014.

## Politique
Malgré son soutien aux causes environnementales comme le reboisement et la réduction des émissions de carbone, le parti vert prône le libéralisme, comme la privatisation des entreprises d'État. Il défend l'extension des droits individuels et une plus grande séparation entre l'Église et l'État, incluant un retrait progressif des financements étatiques concernant les institutions religieuses. Comme la grande majorité des partis politiques roumains, il soutient l'intégration à l'Union européenne.

## Dirigeants
- Marcian Bleahu, président d'honneur (depuis 2008)

## Résultats électoraux

### Élections présidentielles
| Année | Candidat     | 1er tour | 2e tour |
| ----- | ------------ | -------- | ------- |
| 2009  | Remus Cernea | 0,6 %    |         |

### Élections législatives
| Année | Chambre des députés | Chambre des députés | Chambre des députés | Sénat | Sénat | Sénat   |
| Année | Voix                | %                   | Mandats             | Voix  | %     | Mandats |
| ----- | ------------------- | ------------------- | ------------------- | ----- | ----- | ------- |
| 2008a |                     | 0,27                | 0 / 334             |       | 0,7   | 0 / 137 |
| 2012b |                     | -                   | 1 / 412             |       | -     | -       |
| 2016  |                     |                     | 0 / 329             |       |       | 0 / 136 |
| 2020  |                     |                     | 0 / 330             |       |       | 0 / 136 |

a  Au sein de la coalition « Parti vert écologiste » (Partidul verde ecologist) avec le PER.

b  Le PV présentait des candidats sur les listes de l'USL.

### Élections européennes
| Année | Voix | %   | Mandats | Tête de liste         |
| ----- | ---- | --- | ------- | --------------------- |
| 2007  |      | 0,4 | 0 / 35  | Michael Peter Lechner |
| 2014  |      | 0,3 | 0 / 32  | Florin Brabete        |